# Gerygone albofrontata
Gerygone albofrontata là một loài chim trong họ Acanthizidae.